# 苑咸
苑咸（710年—758年3月13日），字咸，朔州善陽縣（今山西朔州市朔城區）人，唐初功臣苑君璋之后，唐玄宗开元年间进士及第，进入集贤院任学士，与郭慎微同为李林甫书记。他与王维、卢象、崔国辅、郑审等人诗歌酬唱，关系甚为密切。他又精通梵文、禅理，《宋高僧传》卷一七《神邕传》有其事迹。著有《苑咸集》十卷，已失传。《全唐诗》存有他的诗2首。

## 苑咸墓志铭
苑咸墓志，2002年出土于河南洛阳，志石边长69厘米，厚22厘米，现藏于洛阳师范学院图书馆。志文共36行，满行36字。

唐故中书舍人集贤院学士安陆郡太守苑公墓志铭并序

　　遗孙朝议郎前殿中侍御史内供奉赐绯鱼袋论撰

　　有唐故中书舍人、集贤院学士、安陆郡太守、馆陶县开国男苑公，以至德三年正月廿九日，薨于扬州之官舍，享年卌九。权窆于禅智寺北原。世难家贫，久未归葬。遗孙论、询、䛆等，霜露感深，岁月逢吉，谋于龟筮，求于亲知。至元和五年十月十八日，䛆自惟扬启举府君旅榇，论、询等自江陵扶护祖妣邵夫人旅榇，偕至于洛中。越明年正月十四日，葬我祖馆陶公、祖妣邵夫人于洛阳县平阴乡之邙原，礼也。呜呼！公讳咸，字咸。其先帝喾之后。武丁子名文，封于宛叶间，因以得姓。五代祖礼，仕周为振威将军，镇守边徼，因家马邑，今为马邑善阳人也。生随奋武将军，从师护边，为突厥所掠。至贞观元年，率麾下将士万余人转战南归。太宗嘉之，封上柱国、芮国公，累迁左金吾卫大将军、安、抚等州诸军事、安州刺史，食实封三千户，谥曰忠，讳君璋，公之高祖也。生左武卫大将军，汾、代、甘等州刺史、武威郡公讳孝文，公之曾祖也。生洺州司法参军讳问，公之王父也。生赠济阳郡太守讳操，公之皇考也。流长柢深，波委叶茂，克生才子，实为国华。呜呼哀哉！论等少孤，又不逮事王父，尝闻于宾客家相之言曰：公既龀，聪敏加于人。七岁诵诗书，日数千言，十五能文，十八应乡赋，耻以文字进，以经济为己任。开元中，声明文物，振迈汉魏；求名之士，难于登天。公当此时，年始弱冠，为曲江公张九龄表荐。玄宗亲临前殿策试，除太子校书，仍留集贤院。上以董仲舒、刘向比之，由是除右拾遗。无何，丁太夫人忧。服阕，历左拾遗、集贤院学士，旋除左补阙，迁起居舍人，仍试知制诰。时有事于南郊，撰册文。封馆陶县开国男，改考功郎中、兼知制诰，拜中书舍人。诸弟犯法，公素服诣阙，请以身代，由是贬汉东司户。未几，复除中书舍人。天宝末，权臣怙恩，公道直，不容于朝，出守永阳郡，又移蕲春，旋拜安陆郡太守。属羯胡构患，两京陷覆，玄宗避狄。分命永王都统江汉，安陆地亦隶焉。永王全师下江，强制于吏。公因至扬州，将赴阙廷，会有疾，竟不果行，呜呼哀哉！公以盛德盛才，加之以政事，论琐劣不逮，郯子之言，敢以类举。天宝中，有若韦临汝斌、齐太常澣、杨司空绾数公，颇为之名矣。公与之游，有忘形之深，则德行可知也。每接曲江，论文章体要，亦尝代为之文。洎王维、卢象、崔国辅、郑审，偏相属和，当时文士，望风不暇，则文学可知也。右相李林甫在台座廿余年，百工称职，四海会同。公尝左右，实有补焉，则政事可知也。夫子设四科，第学者，公兼其三，天胡不仁，何盛公之才行，亏公之年寿。若使公当时居卿相间，则羯胡岂敢南向，戎马不复生郊矣。文集十卷，行之于世。呜呼！公于西方教深，入总持秘密之行，齐荣辱是非之观，又不可得而窥也。夫人汝阴令谅之第二女，学兼内外，识洞玄微，教授甥侄，颇有达者。晚岁尤精禅理，究无生学。公薨后十年而夫人殁。遗命左右曰：归祔乡园，勿我同穴。论等恭闻斯语也久，不敢违先旨。故兆域之内，公居庚，夫人居壬，相近四十尺，遵遗令，征历者之吉也。长男籍，大历中授河南府伊阳县尉，不幸早世。亦以今日合祔清河崔夫人于南茔，相远七十丈。三女：长曰贤，早亡；次曰广果，为比丘尼，行高释门，知名江左；季女尹庶邻妻，殁有年矣。遗孙论等承姑之命，奉公之榇葬于兹，不唯虞陵谷，亦虑后之人有疑双坟，故为铭曰：

    邙岭南兮洛食北，启新兆兮安有德。卜永年兮千万亿，子孙拜享无终极。遵释教兮奉遗言，匪同穴兮建双坟。虞陵谷兮疑后人，写曩意于斯文。

　　河东姚宋礼镌